# André Mollet (cyclisme)
Pour les articles homonymes, voir André Mollet et Mollet.
André Mollet , né le 13 juillet 1949 à Isbergues, est un coureur cycliste français, professionnel de 1971 à 1981.

## Biographie
Malgré un petit gabarit d'un mètre 70 pour 65 kilos, il est un excellent rouleur dans les courses d'un ou plusieurs jours et un précieux équipier dans les cinq Tours de France auxquels il a participé. Il a notamment remporté une étape de Paris-Nice 1978.

## Palmarès
- 1966
  - 3e du Grand Prix de Lillers
- 1967
  - 3e et 4e étapes des Trois Jours de Marcoing
  - 2e des Trois Jours de Marcoing
- 1968
  - 2e étape des Quatre Jours de Vic-Fezensac
  - Grand Prix de Lillers
- 1969
  - Paris-Dreux
  - Paris-Gachy
  - Trophée Peugeot
- 1970
  - Paris-La Ferté-Bernard
  - Tour des Combrailles
  - Grand Prix des Flandres françaises
  - Paris-Évreux
  - 2e du championnat de France militaires sur route
- 1972
  - 2e étape du Tour de l'Oise
  - 2e étape de l'Étoile des Espoirs
  - 2e de l'Étoile des Espoirs
  - 3e de la Promotion Pernod
- 1973
  - 3e du Critérium national
  - 3e de Paris-Camembert
  - 3e du Grand Prix d'Isbergues
- 1975
  - 2e du Grand Prix de Nice
- 1976
  - 1re étape des Quatre Jours de Dunkerque
  - 3e du Grand Prix d'Isbergues
- 1978
  - 4e étape de Paris-Nice
  - 9e de Paris-Nice
- 1979
  - Grand Prix d'Aix-en-Provence
- 1980
  - 5ea étape des Quatre Jours de Dunkerque
  - 2e de Châteauroux-Limoges
- 1982
  - Tour du Pas-de-Calais
  - Circuit de l'Aisne

## Résultats sur les grands tours

### Tour de France
5 participations
- 1973 : 69e
- 1974 : 59e
- 1975 : abandon (15e étape)
- 1978 : 36e
- 1979 : 70e

### Tour d'Espagne
2 participations
- 1974 : 29e
- 1979 : 27e